# Alkaiosz (költő)

Alkaiosz és Szapphó egy 19. századi festményen

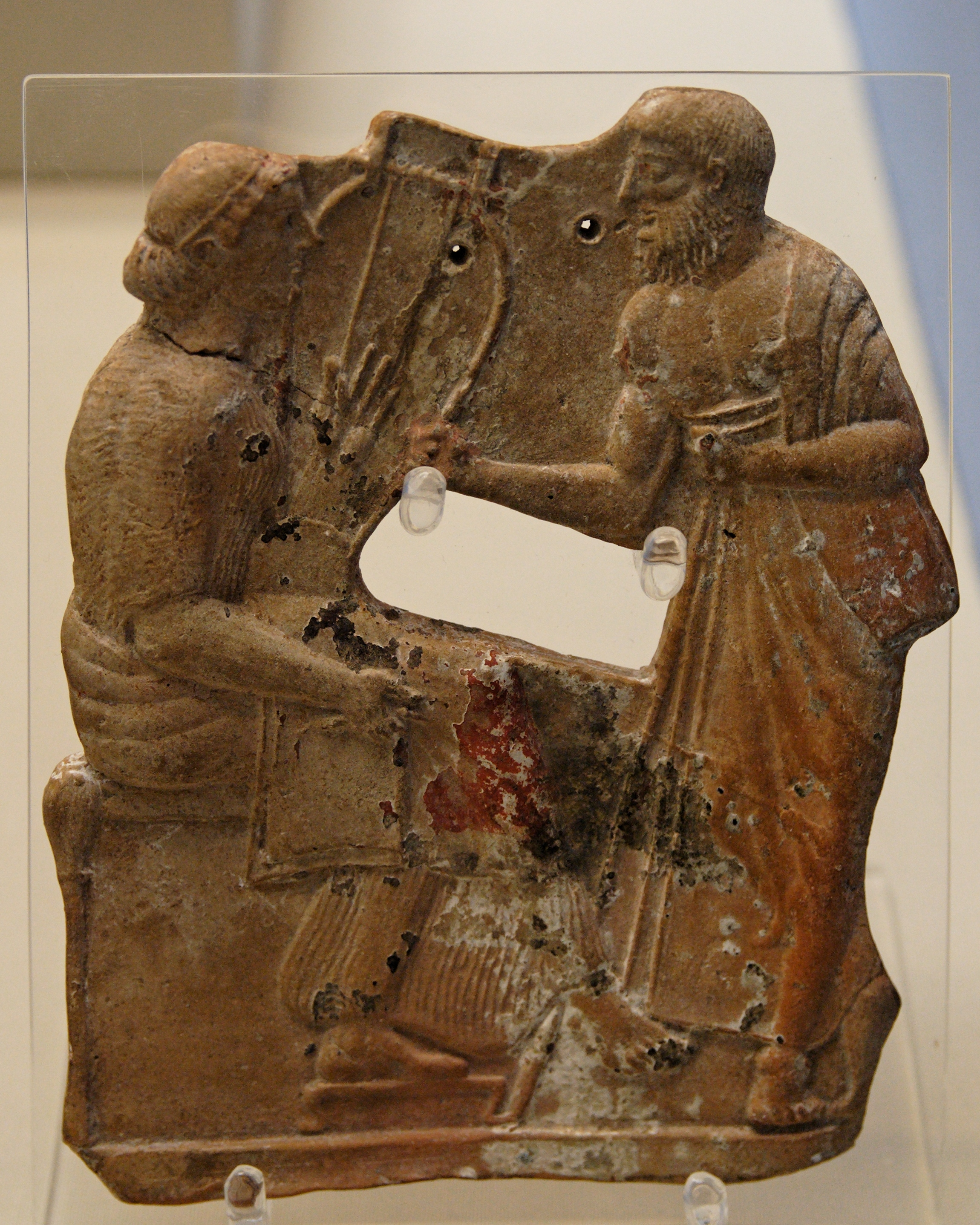
Szapphó és Alkaiosz

Alkaiosz vagy latinosan Alcaeus (i. e. 620 – i. e. 570. vagy i. e. 580.) görög költő.

## Élete
Alkaiosz Mütiléné városában született, Leszbosz szigetén, Görögországban. Szapphó kortársa, aki mellett a görög líra legismertebb egyénisége. Az arisztokrácia tagjaként harcolt az egymást követő türannoszok, zsarnokok ellen. Amikor Pittakosz türannosz került hatalomra, részt vett az Athén elleni háborúban. Pittakoszhoz barátság fűzte, de később elhidegült tőle és több versében támadta. Emiatt előbb Egyiptomba, majd valószínűleg Trákiába emigrált, de még Pittakosz uralkodásának vége előtt visszatért szülőföldjére, Leszboszra. Költeményeit halála után 10 könyvben gyűjtötték össze, melyekből kb. 400 vers, illetve verstöredék maradt fenn, részben papiruszokon Egyiptomban, részben későbbi görög írók által idézve.

## Költészete
Tematikailag műveit három nagy csoportba sorolják:
- himnuszok, melyek emelkedett hangvételben Zeuszhoz, Hermészhez, Hélioszhoz íródtak; (Zeusz-himnuszában a megszólított istent a had- és pénzügyek patrónusaként ünnepli, célozva korának eseményeire. A hagyományos megszólítás ünnepélyessége után Héliosz-himnuszában szenvedélyesen hirdeti az emberi életörömöt.)
- politikai tárgyú versek, melyeket a személyeskedést sem nélkülöző indulatok, a politikai ellenfelek kíméletlen kigúnyolása, arisztokrata mivoltának kérkedő hangsúlyozása jellemeznek. Alkaiosz meggyőződéssel vallotta magát a városállam érdekei képviselőjének;
- magánéleti versek, bordalok, melyeket a szenvedélyes élénkség jellemzi, ami helyenként rezignált bölcselkedéssel és játékos könnyedséggel párosul.

Költészetében gyakran használta az allegória eszközét. Városát tépett, hánykolódó hajóként ábrázolta, ezért tőle származtatják az európai költészetben elterjedt hajóallegóriát.
Költői egyéniségének jellegzetessége a gyors érzelmi reagálás, a kivételes asszociációs készség, a gátlástalan közvetlenség. Ugyanakkor a részletek aprólékos kimunkálása, a kompozíciós tudatosság éppúgy nyomon követhető költeményeiben, mint a lírai és az epikus részletek váltakozása a vers tárgyától függően. Képalkotása világos, stílusa természetesen gördülékeny. Nyelve az aiol dialektus lágy hangzásának előnyeit a versformák sokoldalúságával párosítja. Az alkaioszi strófa az ő versmérték találmánya.

## Művei
- Poetai Lyrici Graeci (T. Bergk, 3., 1882.)
- Poetarum Lesbiorum fragmenta (E. Lobel-D.L.Page, 1955)
- Görög költők antológiája (1955) (magyarul)

## További irodalom
- Falus Róbert: Az ókori görög irodalom története, Gondolat, Bp. 1964.
- Falus Róbert: Apollón lantja. A görög-római irodalom kistükre. Móra Ferenc Könyvkiadó, Bp. 1982.

## Művei online
- http://www.ekonyvkereso.net/file/00300/00386/00386.htm%5B%5D